# Юнас Рухі
Юнас Якоб Рухі (швед. Jonas Jakob Rouhi, нар. 7 січня 2004, Стокгольм, Швеція) — шведський футболіст марокканського походження, фланговий захисник італійського «Ювентуса».

## Ігрова кар'єра

### Клубна
Юнас Рухі народився в одному з передмість Стокгольма. І грати у футбол починав в юнацьких командах столичних клубів «Гаммарбю» та «Броммапойкарна».
В січні 2020 року Рухі переїхав до Італії, де приєднався до молодіжної команди «Ювентуса». З 2023 року футболіст грав за другий склад туринського клубу — «Ювентус Некст Джен» в Серії С.
Перед початком сезону 2024/25 Рухі підписав з «Ювентусом» свій перший професійний контракт на чотири роки. 26 серпня у матчі чемпіонату Італії проти «Верони» Рухі дебютував у першій команді «Ювентуса». 28 вересня захисник вийшов у стартовому складі на гру чемпіонату проти «Дженоа». Також 22 жовтня Рухі провів свою першу гру в Лізі чемпіонів, коли вийшов на заміну в кінці матчу проти «Штутгарта».

### Збірна
22 березня 2024 року у товариському матчі проти Кіпру Юнас Рухі дебютував у складі молодіжної збірної Швеції.